# Rhizedra rufescens
Rhizedra rufescens là một loài bướm đêm trong họ Noctuidae.